# Dictenidia stalactitica
Dictenidia stalactitica är en tvåvingeart som beskrevs av Alexander 1941. Dictenidia stalactitica ingår i släktet Dictenidia och familjen storharkrankar. Inga underarter finns listade i Catalogue of Life.